# 理想機械
理想機械是一個不會損失能量的理想系統。能量的損失，舉例來說，可以經由任何形式的輻射、輻射熱發生。本文中所提及的能量損失並不是蓄意的，而是在能量轉換過程中無可避免的能量損失，就像太空梭消耗能量一方面使自己加速，一方面能量藉由熱能的形式散失。

## 物理中的用途
在物理中有兩種類型的理想機械：一種是能量損失可忽略的系統，如行星環繞恆星（在一段有限時間中）。在這個系統中，可以合理的假設沒有任何能量損失。第二種類型的理想機械是真的沒有任何能量損失，不是忽略的結果。這個系統需要觀察者包含所有的相互作用的系統，而目前存在的唯一例子就是整個宇宙，因為它包含了所有現在可觀察到的系統。
是否為理想機械的準則
1. 此機械的能量輸出必須等於其能量耗損。
2. 此機械的能量轉換效率必須為100%。